# Petit Eva: Evangelion@School
Petit Eva: Evangelion@School (jap. ぷちえう゛ぁ EVANGELION@SCHOOL, Puchi Eva ~, dt. „Klein-Eva: Evangelion in der Schule“) ist eine Parodie auf Neon Genesis Evangelion (NGE) mit Charakteren im SD-Format. Später erschien ein Manga und ein Anime.

## Inhalt
Die Reihe handelt in einem alternativen Universum zur Fernsehserie, in der die Charaktere Shinji, Asuka und Rei gemeinsam die Oberschule in Neo-Tokyo-3 besuchen. Dabei gibt es jedoch drei Reis, Schwestern sehr unterschiedlichen Charakters, die jeweils einer der drei Klone von Rei aus der Serie entsprechen. Die älteste, Ayanami genannt, entspricht der ruhigen Rei aus NGE, ihr Zwilling, Spokon (von sports konjō, dt. etwa: „Sportskanone“) genannt, ist mit ihrem ungehemmten und lebhaften Charakter ihr genaues Gegenteil, und die jüngste, 4 Jahre alte, Chibinami (dt. etwa: „Klein-[Aya]nami“) genannt, besitzt eine spitze Zunge. Auch die Mecha Evangelion-01 und Jet Alone sind, in menschlicher Größe, Mitschüler von Asuka, Shinji und Rei.

## Veröffentlichungen

### Figuren
Zu Petit Eva erschienen 4 Figurenboxen. Anfang Juni 2007 erschien Petit Eva – Eva-gurashi – Dai-ichi-shū (ぷちえう゛ぁ〜えう゛ぁぐらし〜第壱集) mit 8 Figuren, Anfang November Petit Eva – Eva-gurashi – Dai-ni-shū (ぷちえう゛ぁ〜えう゛ぁぐらし〜第弐集) mit 10 Figuren und Ende März 2008 Petit Eva – Eva-gurashi – Dai-san-shū (ぷちえう゛ぁ〜えう゛ぁぐらし〜第参集) mit 9 Figuren. Im September 2007 erschien Petit Eva: Nerv Gakuen Uranai (ぷちえう゛ぁ ねるふ学園占い, Puchi Eva: Nerufu gakuen uranai, dt. „Klein-Eva: Nerv-Schulhofweissagung“) mit 8 Figuren und den Engeln.

### Manga
Ein Yonkoma-Gag-Manga von Ryūsuke Hamamoto wurde im Magazin Shōnen Ace von Ausgabe 7/2007 (Mai 2007) bis 11/2009 (September 2009) des Verlags Kadokawa Shoten veröffentlicht. Am 25. Oktober 2008 und 26. Dezember 2009 erschien dieser in zwei Tankōbon (Sammelbänden) unter dem Namen Petit Eva: First no Maki (ぷちえヴぁ ふぁーすとの巻, Puchi Eva: Fāsuto no maki).
Von Oktober 2007 bis 2009 erschien im Manga-Magazin Kerokero Ace des gleichen Verlags das Spin-off Petit Eva: Bokura Tanken Dōkōkai (ぷちえう゛ぁ ぼくら探検同好会, dt. „Klein-Eva: Unser Expeditionsclub“) von Maki Ōzora. Am 26. Juni 2009 wurden die Kapitel in einem Sammelband veröffentlicht.

### Anime
Ab 26. Oktober 2007 wurde auf dem Bandai Channel ein 24-teiliger 3D-CGI-Web-Anime gestreamt.
Am 11. März 2009 wurden diese auf 20.000 Stück limitierten 2 DVDs veröffentlicht. Die erste DVD Nice Rainbow Disc enthält die ersten 9 Episoden, animiert von dem Studio Kanaban Graphics unter der Regie von Shun’ichirō Miki. Die zweite DVD XEBEC Disc enthält die restlichen 15 Episoden, animiert von dem Studio Xebec unter der Regie von Hiroaki Sakurai.

### Computerspiel
Namco Bandai Games veröffentlichte am 20. März 2008 das Nintendo-DS-Spiel Petit Eva: Evangelion@Game (ぷちえう゛ぁ EVANGELION@GAME). Als Genre wird mattari honwaku (dt. „behaglich und herzlich“) genannt.